# Astragalus cymboides
Astragalus cymboides är en ärtväxtart som beskrevs av Marcus Eugene Jones. Astragalus cymboides ingår i släktet vedlar, och familjen ärtväxter. Inga underarter finns listade i Catalogue of Life.